# Besart Berisha
Besart Berisha (Pristina, 29 de julho de 1985) é um futebolista kosovar que atua como atacante. Atualmente, joga pelo Western United. É o maior artilheiro da história da A-League, com 131 gols por 3 clubes diferentes.

## Carreira
Entre 1994 e 2004, Berisha jogou nas categorias de base de 4 equipes da Alemanha - Berliner VB 49, BFC Dynamo, TSV Lichtenberg, SV Lichtenberg 47 e Tennis Borussia Berlin, onde se profissionalizou e foi artilheiro da liga juvenil aos 17 anos, superando Mario Gómez e Lukas Podolski, que viriam posteriormente a jogar pela Seleção Alemã. Ficou apenas uma temporada no TBB antes de mudar-se para o tradicional Hamburgo.
Sem chances no time principal dos Dinossauros, foi emprestado para 2 clubes da Dinamarca, o Aalborg (2 jogos) e o AC Horsens (32 partidas e 11 gols), sendo reintegrado na temporada 2005–06, porém não jogou. Em 2006–07, fez sua estreia pelo Hamburgo ao substituir Nigel de Jong no empate em 1 a 1 com o Arminia Bielefeld, e em dezembro tornou-se o primeiro albanês a fazer gol na fase de grupos da Liga dos Campeões da UEFA, contra o CSKA Moscou. Ele ainda disputou 2 jogos na temporada, mas a demissão de Thomas Doll mudou a situação do atacante, que não foi utilizado por Huub Stevens. Após 15 partidas e 2 gols marcados, Berisha deixou o Hamburgo em 2007 para defender o Burnley, que disputava a EFL Championship (segunda divisão). Uma lesão sofrida no amistoso entre Albânia e Malta tirou Berisha dos gramados por um ano - foi detectada ruptura no ligamentro cruzado do joelho. Ele voltou aos gramados num amistoso contra o Carolina Railhawks, atuando por 20 minutos. Para ganhar ritmo de jogo, foi emprestado ao Rosenborg (8 jogos e 3 gols) e novamente ao AC Horsens (13 partidas e 4 gols).
Fora dos planos do Burnley, Berisha assinou com o Arminia Bielefeld em agosto de 2009. Sua passagem pela equipe durou uma temporada: em 28 partidas disputadas, o atacante fez 2 gols.
Desde 2011, atua na A-League, tendo passagens destacadas por Brisbane Roar e Melbourne Victory - a exceção foi entre 2018 e 2019, quando defendeu o Sanfrecce Hiroshima na J-League, voltando à Austrália neste último ano, para atuar no Western United.

## Carreira internacional
Berisha obteve a cidadania albanesa em setembro de 2006, juntamente com Mërgim Mavraj, Genc Mehmeti e Alban Dragusha, atendendo um pedido do técnico da seleção local, o alemão Hans-Peter Briegel, antes que ele deixasse o cargo; seu sucessor, Otto Barić, encontrou-se também com o treinador do Hamburgo, Thomas Doll, e pediu a convocação do atacante, que fez sua estreia em outubro do mesmo ano, contra os Países Baixos, pelas eliminatórias da Eurocopa de 2008, entrando no lugar de Erjon Bogdani.
Embora não fosse convocado desde 2009, Berisha manifestou interesse em disputar a Eurocopa de 2016, na qual a Albânia obteve pela primeira vez a classificação. Porém, em agosto, aceitou jogar pelo Kosovo, que tinha sido admitido como novo membro da FIFA e da UEFA, e em novembro foi liberado para defender sua nova seleção, estreando em março de 2017, contra a Islândia, pelas eliminatórias da Copa de 2018.
Surpreendentemente, após o jogo contra a Turquia, Berisha decidiu não atuar pela Seleção Kosovar, alegando que o técnico dos Dardanet, Albert Bunjaki, era "o pior com quem já havia trabalhado", e o acusou também de não justificar os motivos de não utilizá-lo. Mesmo com a saída de Bunjaki, o atacante não voltou a ser convocado para jogos oficiais.

## Títulos
Brisbane Roar
- A-League Premiership: 2013–14
- A-League Championship: 2011–12 e 2013–14

Melbourne Victory
- A-League Premiership: 2014–15
- A-League Championship: 2014–15, 2017–18
- Copa da Austrália: 2015

### Individuais
- Artilheiro da A-League: 2011–12 e 2016–17
- Time da semana da A-League: 2011–12 (rodadas 3, 8 e 13)
- Gary Wilkins Medal: 2011–12